# Architis cymatilis
Architis cymatilis là một loài nhện trong họ Pisauridae.
Loài này thuộc chi Architis. Architis cymatilis được miêu tả năm 1981 bởi Carico.